# Religia w Gwatemali
Religia w Gwatemali była zdominowana przez religię Majów aż do podboju przez Hiszpanię w XVI wieku. Katolicyzm przez wieki stał się oficjalną i dominującą religią, ale praktyki i tradycje Majów nigdy nie wyginęły. W latach 60. i 70. XX wieku przybyli do Gwatemali misjonarze ewangelikalni, od tamtej pory ich liczba szybko wzrosła.   
Konstytucja zapewnia wolność wyznania, w tym wolność słowa i swobodne wyrażanie przekonań religijnych. Kościół katolicki chociaż nie jest ustanowiony religią państwową, to jest uznawany za „odrębną osobowość prawną”, która otrzymuje pewne przywileje. Rejestracja grup religijnych nie jest wymagana, ale zapewnia dostęp do zakupu nieruchomości i zwolnień podatkowych.
Według ankiety przeprowadzonej w 2016 roku przez ProDatos, około 45% społeczeństwa to katolicy i 42% protestanci. Około 11% populacji nie wyznaje żadnej religii. Inne religie stanowią razem mniej niż 3% populacji i są to: buddyści, hinduiści, muzułmanie, żydzi, wyznawcy religii Majów, Xinca i afro-rdzennych religii Garifuna. 

## Katolicyzm

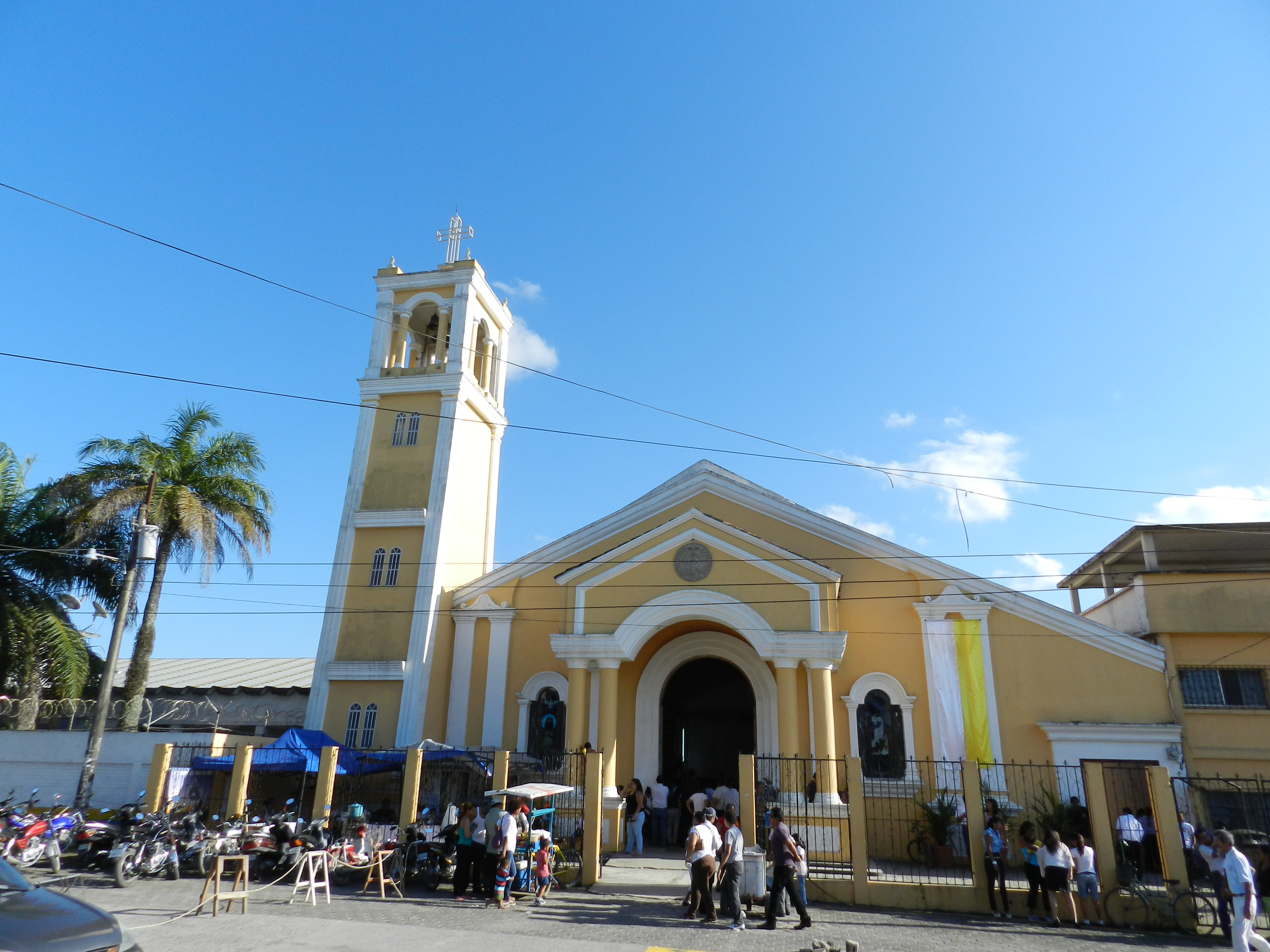
Katolicka katedra w Puerto Barrios

Od podboju do niepodległości od Korony Hiszpańskiej Gwatemala była odpowiedzialna za ewangelizację nowych ziem. Dlatego rząd wspierał kaplice, klasztory i inne przedsięwzięcia religijne. Za edukację elit odpowiadał Kościół. W ten sposób istniała ścisła współpraca władzy politycznej państwa z kościołem. 
Od czasu odzyskania niepodległości następował coraz większy podział między nimi, w szczególności pod rządami partii liberalnej. W 1835 roku reformy konstytucyjne zagwarantowały wolność wyznania. Relacje między Kościołem katolickim a państwem pogarszały się. Punktem przełomowym była Konstytucja z 1879 roku. W niej zakazano udziału politycznego Kościoła katolickiego i funkcji zakonów, a państwo przejęło kontrolę nad majątkami i ziemiami Kościoła. Od tego momentu Kościół katolicki nigdy nie odzyskał swojej władzy politycznej, mimo że jego opinia i udział w sprawach politycznych pozostały nadal wpływowe.

## Mormoni

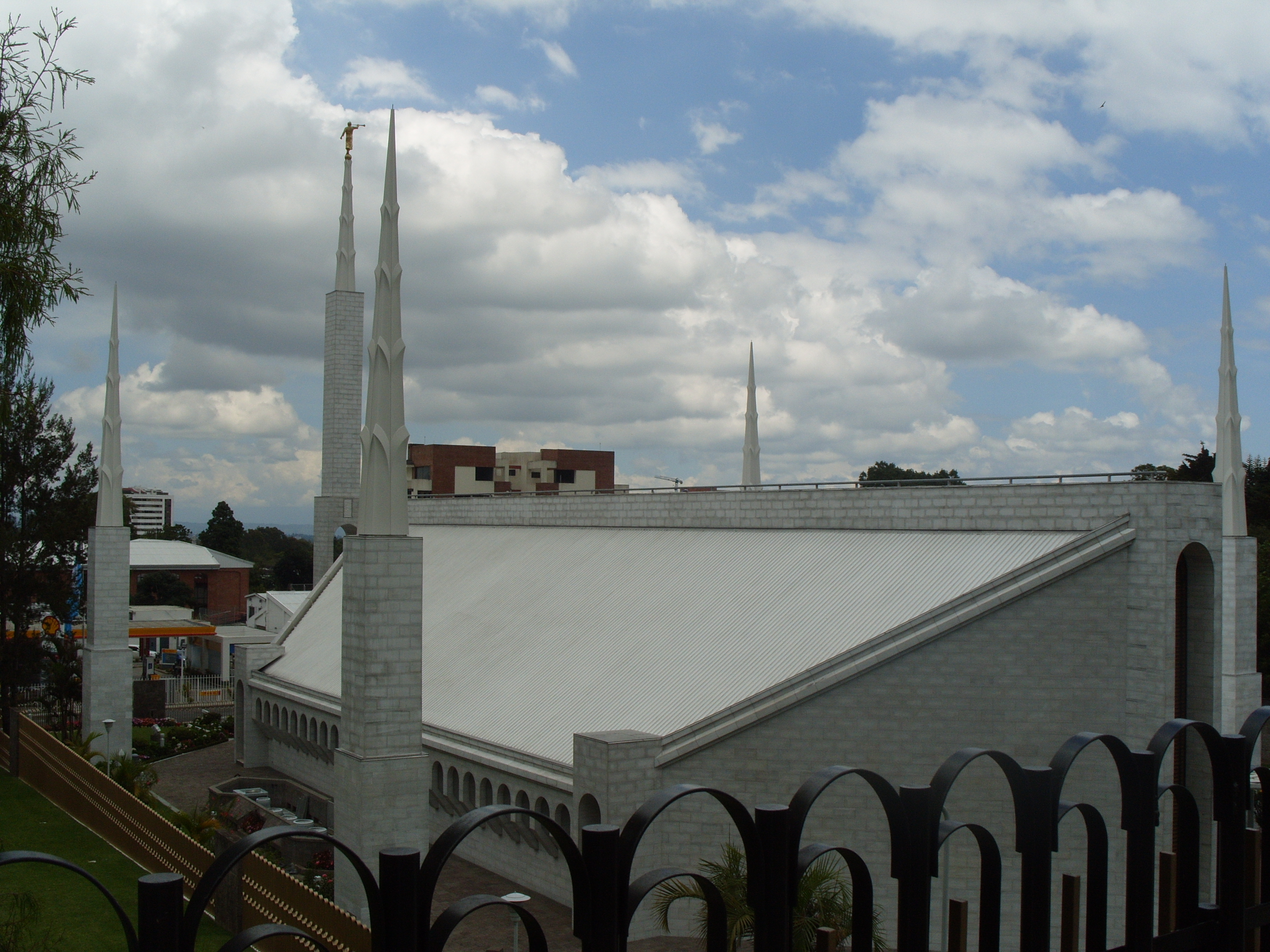
Świątynia mormońska w Gwatemali

W Gwatemali szybko rozwija się Kościół Jezusa Chrystusa Świętych w Dniach Ostatnich, który rozpoczął misję w 1947 roku i według własnych danych w 2020 roku liczy 281 465 wyznawców (1,6% ludności). 